# Dan Swartz
Daniel S. Swartz (ur. 23 grudnia 1934 w Olympia Springs, zm. 3 kwietnia 1997 w Mount Stering) – amerykański koszykarz, występujący na pozycji skrzydłowego, mistrz NBA z 1963 roku.

## Kariera sportowa
Został liderem wszech czasów ligi NIBL (National Industrial Basketball League) pod względem liczby zdobytych punktów. Trzeci strzelec (24,8) ligi ABL w sezonie 1961/62. 
21 listopada 1961 roku ustanowił rekord sezonu regularnego ligi ABL, notując 41 punktów w wygrany 141-119 spotkaniu z Chicago Majors. 29 marca 1962 roku ustanowił rekord ABL play-off, zdobywając 42 punkty w wygranym 125-116 spotkaniu z Hawaiian Chiefs.

## Osiągnięcia
NCAA
- Uczestnik rozgrywek:
  - Elite Eight turnieju NCAA (1952)
  - Sweet Sixteen turnieju NCAA (1956)
- Mistrz:
  - turnieju konferencji Southeastern (SEC – 1952)
  - sezonu regularnego SEC (1952)

AAU
Na podstawie, o ile nie zaznaczono inaczej.
- 2-krotny mistrz AAU (1959, 1961)
- MVP NIBL (1960)[5]
- Zaliczony do składu Amateur Athletic Union Men's Basketball All-Americans (1959, 1961)
- Uczestnik meczu gwiazd NIBL (1959–1961)[6]

ABL
- Zaliczony do I składu ABL (1962)[3]

NBA
- Mistrz NBA (1963)[1]

Reprezentacja
- Mistrz igrzysk panamerykańskich (1959)[7]